# ジャンティナ・タメス

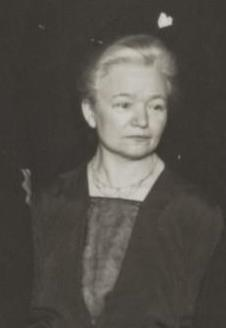
ジャンティナ・タメス (1926)

ジャンティナ・タメス（Jantina "Tine" Tammes、オランダ語発音: [jɑnˈtinaː ˈtinə ˈtɑməs]; 1871年6月23日 – 1947年9月20日）は、オランダの植物学者、遺伝学者である。オランダで最初に設けられた遺伝学の教授職を務めた。

## 略歴
フローニンゲンにココア製造業者の娘に生まれた。女学校で学ぶが、当時オランダで女性が大学で教育を受ける道は限られていた。個人教授から自然科学を学び、1890年に、女性に講義を聴くことを許していたが、学位は与えていなかったフローニンゲン大学に入学した。2人の女性学生とオランダ最初の女子学生のクラブを設立した。1892年に物理学、地理学、化学の教員資格を得て、1897年から植物学教授のヤン・ヴィレム・モール（Jan Willem Moll）の助手に採用され、モールの計らいで、アムステルダム大学の遺伝学の教授ユーゴー・ド・フリースのもとで数ヶ月、研究を行い、進化や遺伝学の知識を得た。1901年に女性として初めて、ジャワ島での研究のための奨学金制度に合格するが健康上の不安から、ジャワ島へ渡るのを断念し、その後12年間をモールの研究室で無給の研究者として研究し、この間、多くの研究成果を発表した。
タメスの論文には "Die Periodicität morphologischer Erscheinungen bei den Pflanzen" や "Der Flachsstengel: Eine statistisch-anatomische Monographie"などがあり、遺伝学の現象について定量的で、統計的、確率的な観点で研究した。1911年に動物学、植物学の名誉学位を得て、1912年からモールの後任として応用顕微鏡学の分野の主任となり、1919年に遺伝学の非常勤教授に任じられた。、
1932年から1943年まで雑誌"Genetica"の編集を行った。
オランダのVereniging van Vrouwen met Hogere Opleiding（高等教育を受けた女性協会）で活発に活動し、優生学に対して批判的な発言を行った。